# ミッドナイトオートレース
ミッドナイトオートレースは、2015年に創設されたオートレースの競走の1つである。

## 概要
現在、飯塚オートレース場と山陽オートレース場で開催されている競走である。
概ね20時00分から23時30分までの間に競走を実施するのが特徴。開催時間が深夜となるため、近隣対策を考慮して無観客で競走を実施する。
2021年度時点で、飯塚オートは「7車立て8R」、山陽オートは「6車立て9R」の3日間又は4日間での開催がメインとなり、一部開催で5日間開催や「8車立て6R」、「7車立て7R」で開催される場合がある。また番組編成上の時間の制約が厳しいため、普通開催とは異なり、原則として勝ち上がりは着順のみで決定される（一部の開催では選手ランクも併用する）。
売り上げは好調で、2020年度の総売上額は131億5409万1600円（対前年度比235.5%）、2021年度の総売上額は183億3731万6000円（対前年度比134.7%）と、いずれも高い伸びを示している。

## 歴史
ミッドナイト競輪の成功を受け、オートレースでのミッドナイトレース開催の前段階として、川口オートで2015年9月にナイター開催を行い、これを成功させた。要因として、住宅地に所在するオートレース場における、消音器（マフラー）の効果が立証されたことによる。
2015年11月16日、飯塚オートレース場でミッドナイトオートレースが初開催された。
その後、山陽オートレース場で2019年2月17日から3日間と同年2月22日から4日間の2開催で試行開催を行った。試行開催後、2019年8月23日から正式開催となった。照明は、飯塚の移動照明車をレンタルで使用したが、正式開催に併せて常設のLED照明灯7基をスタンドやバンク内に整備した。
2019年12月6日から9日の4日間を飯塚オートレース場、2020年1月18日から21日の4日間を山陽オートレース場で「7車立8R制」の試行開催を行った。
2020年4月17日、改正・新型インフルエンザ等対策特別措置法に基づいて発令された新型コロナウイルス緊急事態宣言の対象地域が全国に拡大されたことを受け、4月20日から4月22日まで山陽オートレース場で開催を予定していたミッドナイトオートレースの中止を発表した。
2020年8月20日から8月22日まで山陽オートレース場で開催されたミッドナイトオートレースは、業界初の「6車立9R制」で行われ、以降、継続して開催されている。
2021年1月7日から1月9日まで飯塚オートレース場で開催予定だったミッドナイトオートレースは、降雪・積雪のため開催中止・打ち切りとなった。
2021年2月21日、飯塚オートレース場で開催されたミッドナイトオートレースで藤本梨恵が女子選手では初めてのミッドナイトオートレース優勝。自身2回目の優勝で、初日から3日間全て1着入線の完全優勝だった。
2021年度から、飯塚オートレース場・山陽オートレース場にてミッドナイトオートレース初となるグレードレース「GII ミッドナイトチャンピオンカップ」の開催が決定した。
2022年4月19日、4月20日から22日まで開催を予定していた「山陽ミッドナイトオートレース」は、関係者に新型コロナウイルス感染症の陽性反応が確認されたため、全日程で開催を中止にすることを発表した
2022年7月27日、8月2日から5日まで山陽オートレース場にて、オートレース初の1節（4日間）に2回優勝戦が行われ2日間で優勝を争うミッドナイトオートレースを連続開催することを発表した。
2022年12月23日、飯塚オートレース場で開催予定だったミッドナイトオートレース（開催5日目）は降雪悪天候のため中止・打ち切り（順延なし）となった。
2023年2月9日、オートレース業界初の代替開催（借り上げ施行開催）実施。山陽オートレース場を借り上げて「浜松市営ミッドナイトオートレース」を実施（2023年2月9日〜12日、3月25日〜28日）。
2024年2月29日、JKAは飯塚オートレース場で3月20日〜23日に開催するミッドナイトオートレースにおいて、最終レースの発走時刻を日付を跨いだ24時30分とすることを発表。

## ミッドナイト王者決定戦
2017年から2021年まで毎年3月末に飯塚オートレース場で行われる開催。一般競走として行われた。
モデルとなった「スーパースターシリーズ戦」と「スーパースター王座決定戦」のように、「一般戦」と「ミッドナイト王者決定戦」の2開催が内包されて実施された。
当該年度のミッドナイトオートレース優勝者と準優勝者16名は本家同様トライアル戦に出場し、ポイント上位者が王者決定戦に出場できる。王者決定戦で優勝した選手はその年のミッドナイトオートレース年間チャンピオンに輝き、「夜王」の称号が与えられた。
2021年度より「GII ミッドナイトチャンピオンカップ」新設に伴い、2021年3月の開催を最後に以降行われていない。

### 歴代優勝者(王者決定戦)
| 回数 | 開催日                    | 開催場             | 優勝者     | 年齢（当時） | 競走タイム | 競走車呼名   | 競走車車名 |
| ---- | ------------------------- | ------------------ | ---------- | ------------ | ---------- | ------------ | ---------- |
| 1    | 2017年（平成29年）3月26日 | 飯塚オートレース場 | 青木治親   | 40           | 3.653      | ナンバー12   | セア       |
| 2    | 2018年（平成30年）3月29日 | 飯塚オートレース場 | 荒尾聡     | 36           | 3.354      | デフジャムAK | セア       |
| 3    | 2019年（平成31年）3月30日 | 飯塚オートレース場 | 佐藤裕児   | 35           | 3.363      | アールCK81   | セア       |
| 4    | 2020年（令和2年）3月26日  | 飯塚オートレース場 | 佐々木啓   | 47           | 3.797      | リアン       | セア       |
| 5    | 2021年（令和3年）3月26日  | 飯塚オートレース場 | 鐘ヶ江将平 | 33           | 3.373      | ジェイドA    | セア       |